# Grotte des Demoiselles
De Grotte des Demoiselles (lett.: Grot van de juffrouwen) ligt in de vallei van l'Hérault in de Cevennen in het departement Lozère in het zuiden van Frankrijk.
De druipsteengrot is bereikbaar via de D999 vanaf het Franse stadje Ganges.
Sinds mensenheugenis wist men in de omgeving al van het bestaan van de grot af. De grot werd echter pas echt goed onderzocht door de speleoloog Édouard-Alfred Martel.
De grot, zo genoemd vanwege de Maria's met kind die met een beetje fantasie in de druipstenen te ontwaren zijn, bestaat uit meerdere aaneengeschakelde grote ruimtes ("kathedralen", zoals de gidsen ze plachten te noemen) waarin natuurlijk gevormde druipstenen te zien zijn. In tegenstelling tot een grot die iets ten zuiden van Ganges ligt, bevinden zich in deze grot geen ondergrondse meren.
De grot is sinds 1931 geopend voor toeristen. Middels een treintje wordt men van onderen omhoog de grot in gebracht, waarna via een met beton bedekte wandelroute de grot in zijn geheel bezichtigd kan worden. Ook de ingang van de grot boven in de berg, die door Martel gebruikt is als startpunt om de grot te verkennen, maakt deel uit van de toeristische route.